# تپه برقه چال ایلخانی‌آباد
تپه برقه چال ایلخانی آباد مربوط به عصر آهن - دوره اشکانیان است و در شهرستان صحنه، بخش مرکزی، روستای ایلخانی آباد واقع شده و این اثر در تاریخ ۱۸ خرداد ۱۳۸۴ با شمارهٔ ثبت ۱۱۸۱۵ به‌عنوان یکی از آثار ملی ایران به ثبت رسیده است.